# Ekkehard Voigt
Ekkehard Voigt (* 5. November 1939 in Hälse an der Oder, Landkreis Königsberg Nm.; † 25. September 2018 in Kempten (Allgäu)) war ein deutscher Offizier und Politiker (CSU, REP). Von 1980 bis 1987 war er Mitglied des Deutschen Bundestages. 1983 war er Mitbegründer der rechtskonservativen Partei Die Republikaner.

## Leben
Voigt trat nach dem Abitur 1961 in Oberstdorf als Offizieranwärter in die Bundeswehr ein. Er war Angehöriger der Feldjägertruppe und durchlief Verwendungen als Führer eines Feldjägerdienstkommandos, Hörsaalleiter, Inspektionschef einer Unteroffizierlehrinspektion, Kompaniechef und Stabsoffizier für Organisationsfragen. Zuletzt bekleidete der Berufssoldat den Dienstgrad eines Oberstleutnants. 1988 schrieb er das Buch Verrat an Deutschland? – Die Unionsparteien und die deutsche Einheit. Ekkehard Voigt lebte in Sonthofen, war katholisch, verheiratet und Vater von vier Kindern.

### Politik
Nachdem er ab 1964 bis zu seinem Austritt im Jahr 1983 der CSU angehört hatte, Kreisvorsitzender der JU Oberallgäu, Bezirksvorsitzender des wehrpolitischen Arbeitskreises Schwaben sowie Schatzmeister desselben für Bayern, Ortsvorsitzender in Sonthofen, Mitglied des Bezirksvorstandes in Schwaben, ab 1979 Landesvorsitzender des Wehrpolitischen Arbeitskreises und ab 1982/1983 Mitglied des Landesvorstandes sowie ab 1972 Stadtrat und Jugendreferent in Sonthofen gewesen war, gründete der nunmehr parteilose Voigt im November 1983 zusammen mit Franz Handlos sowie dem Journalisten und späteren langjährigen Bundesvorsitzenden Franz Schönhuber die Partei Die Republikaner (REP). Eine wichtige Rolle für die Gründung der neuen Partei spielte die Verärgerung über den Milliardenkredit, den der damalige CSU-Vorsitzende Franz Josef Strauß an die DDR vermittelt hatte. Nach einem Jahr trat Voigt aus der Partei aus.

### Abgeordneter
Voigt trat am 8. Dezember 1978 für den ausgeschiedenen Abgeordneten Peter Schmidhuber in den Deutschen Bundestag ein. Er war dann zunächst bis 1980 Mitglied des Deutschen Bundestages. Am 14. Mai 1982 rückte er für den ausgeschiedenen Abgeordneten Paul Röhner nach und gehörte dann dem Bundestag bis 1987 an.
Am 28. Oktober 1983 schied Voigt aus der CDU/CSU-Bundestagsfraktion aus und gehörte dem Bundestag bis zum Ende der 10. Wahlperiode als fraktionsloser Abgeordneter an.
Ekkehard Voigt zog stets über die Landesliste Bayern in den Bundestag ein. Voigt war Landesvorsitzender des Wehrpolitischen Arbeitskreises der CSU und Mitglied im Landesvorstand der CSU. Ehrenvorsitzender des WPA Oberallgäu. Voigt trat in den Jahren seiner REP-Mitgliedschaft sieben Mal im Bundestag in Erscheinung. Er sowie Handlos, der zusammen mit ihm ebenfalls von der CSU übergetreten war, befassten sich vornehmlich mit der Ostpolitik – wo sie die ihrer Meinung nach zu lasche Haltung der Bundesregierung gegenüber der DDR kritisierten – und kritisierten später in der Flick-Affäre die anderen Parteien, insbesondere CDU und CSU.

## Vereinstätigkeiten und Ehrungen
Voigt war Gründer „Bürgerinitiative Notarztwagen Oberallgäu“. Vorsitzender des Eis- und Rollschuhclubs Sonthofen, Kreisvorsitzender der Europa-Union Oberallgäu, in der Kirche (private Uganda-Hilfe) und im Jagdbereich (Kreisvorsitzender und Naturschutzreferent). Er war 18 Jahre Mitglied im Stadtrat in Sonthofen. Zudem war er Mitglied des Bundeswehrverbandes und des Bundessozialwerks. 2001 erhielt er das Bundesverdienstkreuz am Bande des Verdienstordens der Bundesrepublik Deutschland. Voigt wurde von der Stasi überwacht, belegt durch Karteikarten der Hauptverwaltung A.